# Ľubomír Višňovský
Ľubomír Višňovský (* 11. August 1976 in Topoľčany, Tschechoslowakei) ist ein ehemaliger slowakischer Eishockeyspieler. Der Verteidiger absolvierte über 900 Spiele in der National Hockey League, einen Großteil davon für die Los Angeles Kings. Mit der Nationalmannschaft der Slowakei gewann je eine Gold-, Silber- und Bronzemedaille bei Weltmeisterschaften. Außerdem war er als Inlinehockey-Spieler aktiv und gewann mit der Nationalmannschaft seines Heimatlandes die Silbermedaille bei der Weltmeisterschaft 2008.

## Karriere
Višňovský begann seine Karriere beim slowakischen Club HC Slovan Bratislava, für den er insgesamt sechs Spielzeiten in der slowakischen Extraliga auf dem Eis stand, bevor er beim NHL Entry Draft 2000 als 118. in der vierten Runde von den Los Angeles Kings ausgewählt wurde.

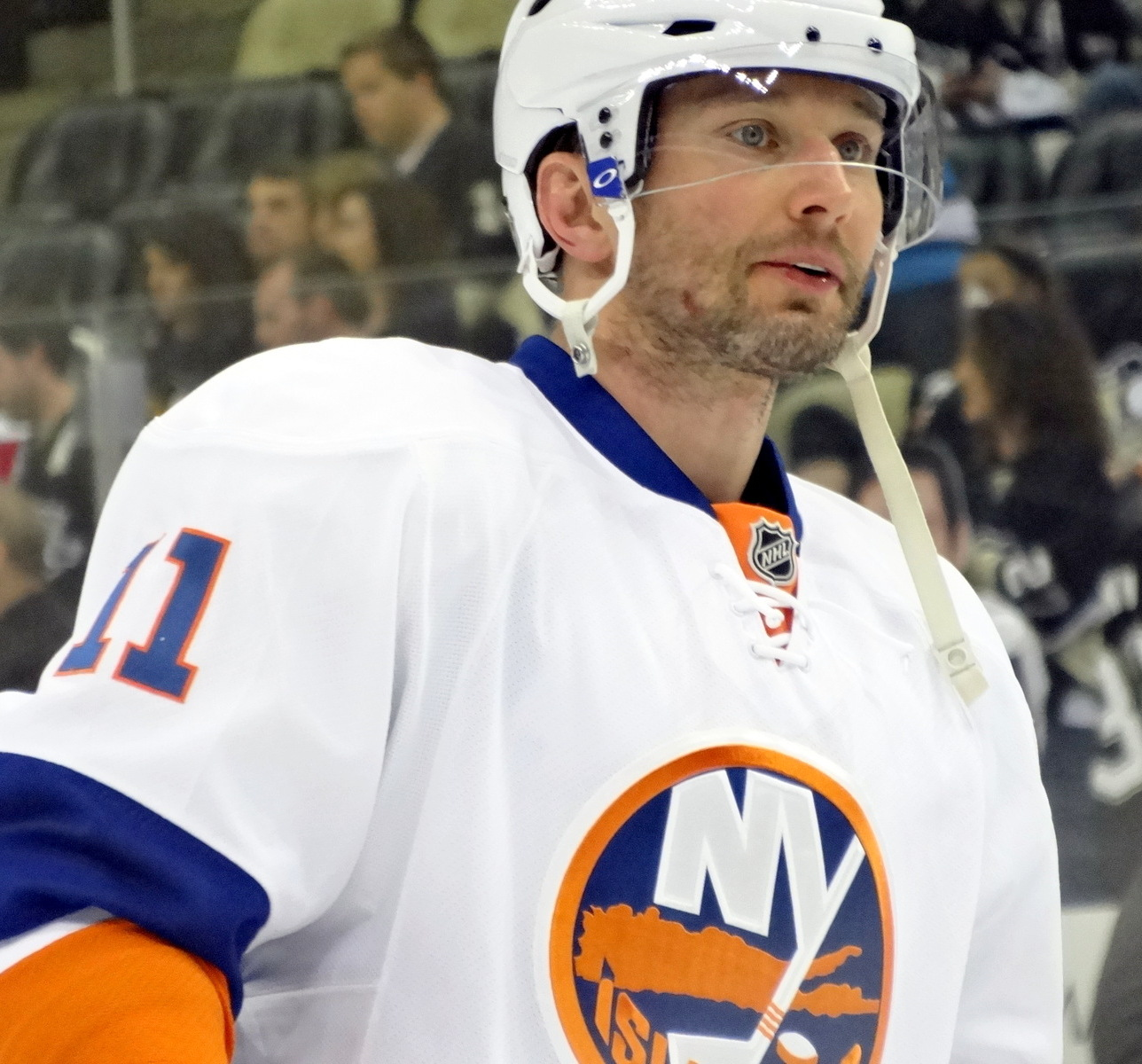
Ľubomír Višňovský im Trikot der Islanders (2013)

Trotz dieser hohen Draft-Nummer gehörte der Linksschütze schon in seiner ersten Saison zum Stammpersonal der Kings, in 81 Spielen erzielte der Verteidiger sieben Tore und 32 Assists. In der Lockout-Saison 2004/05 kehrte er zu seinem Heimatclub Bratislava zurück. In der Saison 2006/07 nahm Višňovský am NHL All-Star Game teil.
Am 29. Juni 2008, einen Tag bevor eine No trade-Klausel in seinem Vertrag gültig wurde, tauschten die Kings Višňovský gegen Jarret Stoll und Matt Greene von den Edmonton Oilers. Für die Oilers absolvierte er in der Saison 2008/09 verletzungsbedingt nur 50 Spiele.
Am 3. März 2010 wurde Višňovský im Tausch gegen Ryan Whitney und einen Draftpick an die Anaheim Ducks abgegeben. In Anaheim avancierte der Slowake schnell zum Stammspieler und überzeugte dabei auch durch seine Offensivqualitäten. Am 4. März 2011 erzielte er als erster Verteidiger der Franchise-Geschichte einen Hattrick und schoss das entscheidende Tor zum 4:3-Sieg über die Dallas Stars wenige Sekunden vor Ablauf der Verlängerung. Die reguläre Saison 2010/11 beendete Višňovský mit 18 Toren und 68 Scorerpunkten, der beste Wert während dieser Spielzeit in der NHL und verpasste es nur um einen Punkt Scott Niedermayers Franchiserekord zu egalisieren. Mit 18 Toren brach der Offensivverteidiger Fredrik Olaussons Rekord für die meisten Saisontore eines Verteidigers der Ducks (16 Tore in der Saison 1998/99).
Am 22. Juni 2012, ein Jahr vor Ablauf seines Fünfjahresvertrags im Gesamtwert von 28 Millionen US-Dollar, transferierten ihn die Kalifornier im Austausch für ein Zweitrunden-Wahlrecht im NHL Entry Draft 2013 zu den New York Islanders. Dort spielte Višňovský drei Saisons, ehe sein auslaufender Vertrag nicht verlängert wurde und er sich zu einer erneuten Rückkehr zu seinem Heimatverein HC Slovan Bratislava entschloss. Dort beendete er die Saison 2015/16 und verkündete im Anschluss das Ende seiner aktiven Karriere.

### International
Für die slowakische Eishockeynationalmannschaft bestritt Višňovský seit 1996 neun Weltmeisterschaften und gewann dabei mit der Goldmedaille 2002, der Silbermedaille 2000 sowie der Bronzemedaille 2003 alle möglichen Medaillen dieses Turniers. Außerdem nahm er mit der Slowakei am World Cup of Hockey 1996 sowie an den Olympischen Winterspielen 1998, 2002, 2006 und 2010 teil.
Im Juni 2008 gewann er mit der Slowakischen Inlinehockeynationalmannschaft die Silbermedaille bei der IIHF Inlinehockey-Weltmeisterschaft 2008 in Bratislava.

## Erfolge und Auszeichnungen
| - 1998 Slowakischer Meister mit dem HC Slovan Bratislava - 1999 All-Star-Team der slowakischen Extraliga - 2000 Slowakischer Meister mit dem HC Slovan Bratislava - 2000 All-Star-Team der slowakischen Extraliga - 2001 NHL All-Rookie Team | - 2005 Slowakischer Meister mit dem HC Slovan Bratislava - 2005 All-Star-Team der slowakischen Extraliga - 2007 Teilnahme am NHL All-Star Game - 2011 NHL Second All-Star-Team |

### International

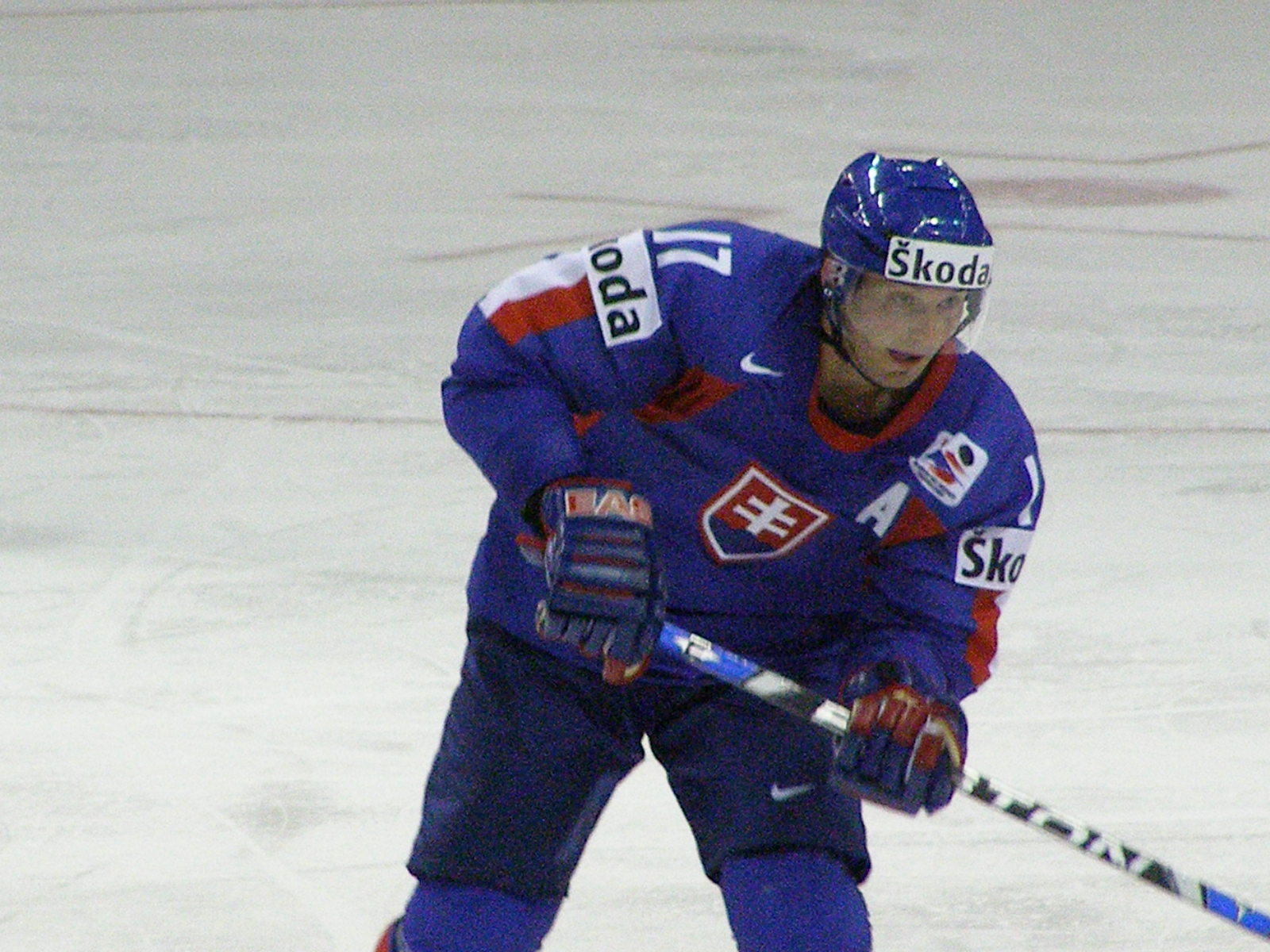
Višňovský im Trikot der slowakischen Nationalmannschaft

| - 1994 Aufstieg in die B-Gruppe bei der U20-Junioren-C-Weltmeisterschaft - 1995 Aufstieg in die A-Gruppe bei der U20-Junioren-B-Weltmeisterschaft - 1995 All-Star-Team der U20-Junioren-B-Weltmeisterschaft - 2000 Silbermedaille bei der Weltmeisterschaft | - 2002 Goldmedaille bei der Weltmeisterschaft - 2003 Bronzemedaille bei der Weltmeisterschaft - 2003 All-Star-Team der Weltmeisterschaft - 2008 Silbermedaille bei der Inlinehockey-Weltmeisterschaft |

## Karrierestatistik

### International
Vertrat die Slowakei bei:
| - U20-Junioren-C-Weltmeisterschaft 1994 - U18-Junioren-C-Europameisterschaft 1994 - U20-Junioren-B-Weltmeisterschaft 1995 - U20-Junioren-Weltmeisterschaft 1996 - Weltmeisterschaft 1996 - World Cup of Hockey 1996 - Weltmeisterschaft 1997 - Olympischen Winterspielen 1998 - Weltmeisterschaft 1999 - Weltmeisterschaft 2000 | - Olympischen Winterspielen 2002 - Weltmeisterschaft 2002 - Weltmeisterschaft 2003 - World Cup of Hockey 2004 - Weltmeisterschaft 2005 - Olympischen Winterspielen 2006 - Weltmeisterschaft 2008 - Olympischen Winterspielen 2010 - Weltmeisterschaft 2011 |

(Legende zur Spielerstatistik: Sp oder GP = absolvierte Spiele; T oder G = erzielte Tore; V oder A = erzielte Assists; Pkt oder Pts = erzielte Scorerpunkte; SM oder PIM = erhaltene Strafminuten; +/− = Plus/Minus-Bilanz; PP = erzielte Überzahltore; SH = erzielte Unterzahltore; GW = erzielte Siegtore; 1 Play-downs/Relegation; Kursiv: Statistik nicht vollständig)